# Fw 44教練機
Fw 44教練機是福克-沃爾夫在1933年納粹德國重整軍備後大力發展空軍時使用的教練機，該機種的綽號是「金翅雀」（德文:Stieglitz），其總設計師是後來因設計Fw 190和Ta 152而著名的库尔特·谭克。

## 型號
- Fw 44B
- Fw 44C
- Fw 44D
- Fw 44E
- Fw 44F
- Fw 44J

## 基本資料（Fw 44F）
- 機長：7.28米
- 翼展：9米
- 機高：2.72米
- 空重：560公斤
- 載重：900公斤
- 昇限:4400米
- 最快時速：188公里/小時
- 航程：540公里
- 發動機：1俱西門子-哈斯基SH-14風冷式星形發動機（馬力=150匹）
- 乘員：2人

## 設計

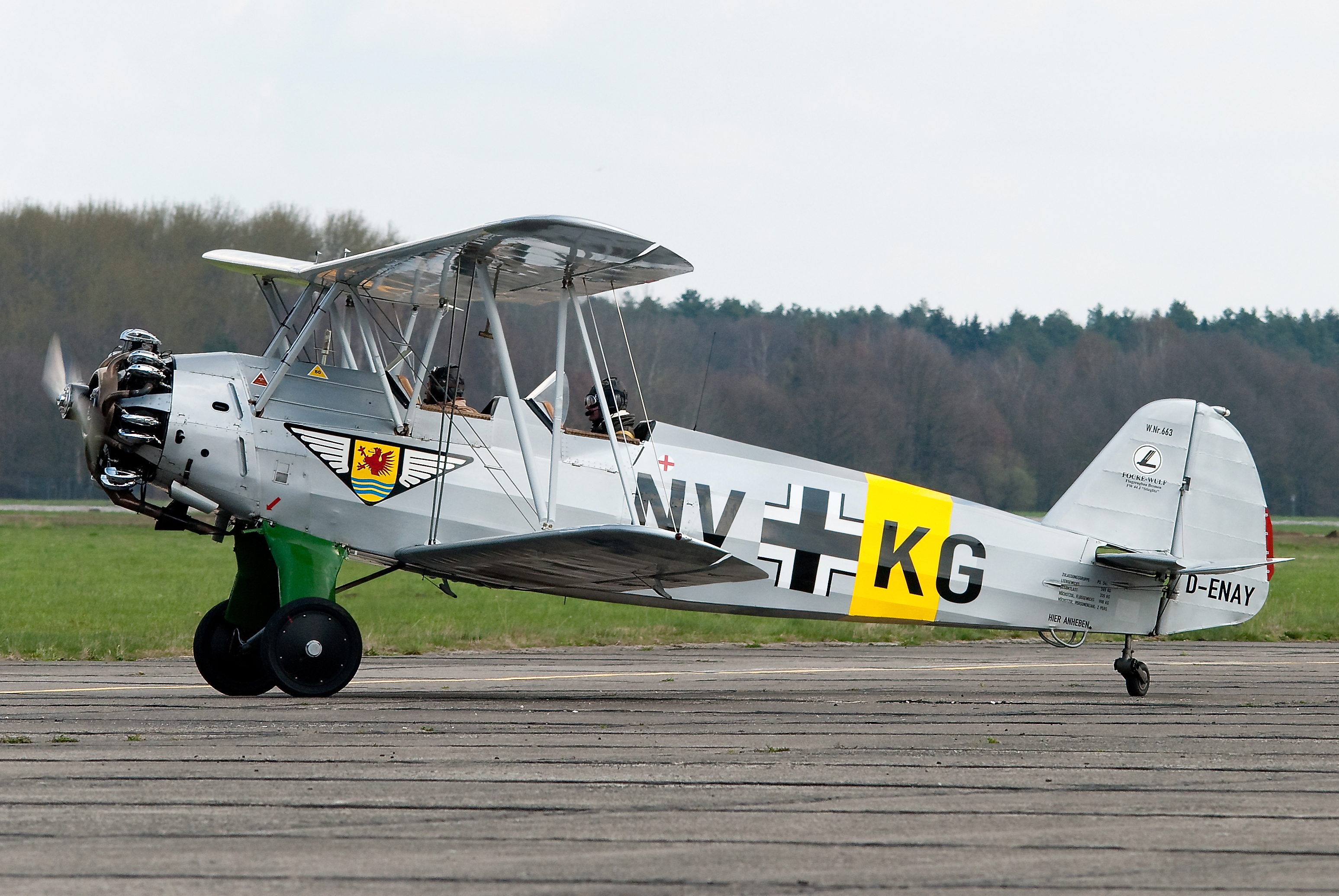
納粹德國空軍式樣的Fw 44教練機

Fw 44教練機是典型的雙翼機設計，機身結構堅固耐用，飛行性能穩定而容易駕駛，其外表竟然不約而同地和美國PT-17教練機很相似，祇是Fw 44教練機的固定式起落架有支架，Fw 44教練機是上下機翼皆有副翼而PT-17祇在下機翼有副翼，兩者的水平尾翼的形狀也不相同。

## Fw 44在中國
1935年3月，廣東軍閥陳濟棠透過保庇洋行向德國人購買了3架Fw 44F教練機，該3架Fw 44F教練機到達後被廣東地區空軍飛行員發現操作良好，故而同年7月再多買6架，1936年再多買4架Fw 44F和7架Fw 44J，這20架Fw 44教練機因為後來發生「兩廣事變」而加入中央空軍並用於後來的抗日戰爭，作為聯絡機，這20架Fw 44最後全部毀於戰爭當中。

## 使用國家

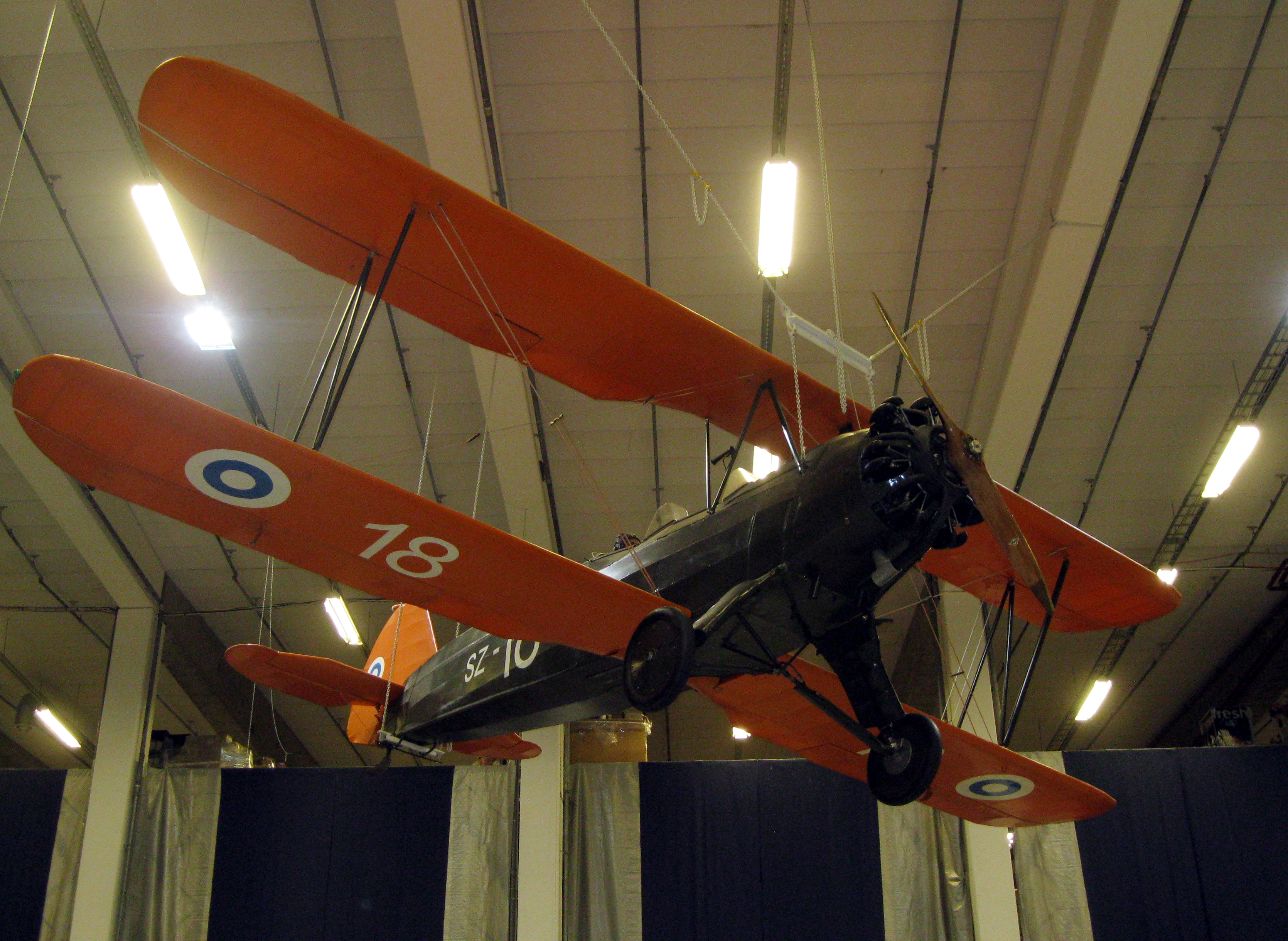
芬蘭空軍的Fw 44教練機

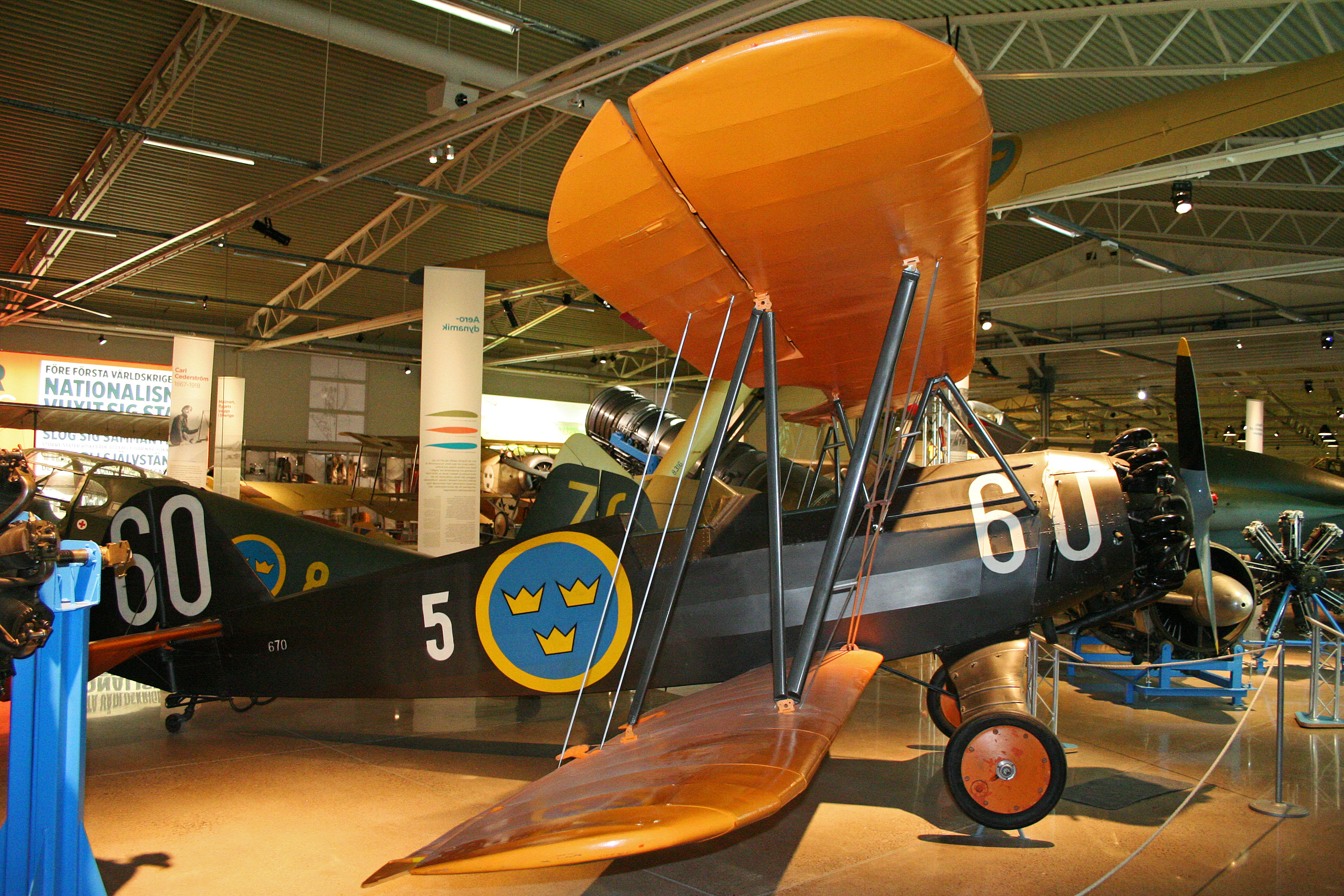
瑞典空軍的Fw 44教練機

- 德国（生產國）
- 阿根廷
- 奥地利
- 玻利维亚
- 巴西
- 保加利亚
- 中華民國
- 智利
- 哥伦比亚
- 捷克斯洛伐克
- 芬兰
- 匈牙利
- 波蘭
- 羅馬尼亞
- 斯洛伐克
- 西班牙
- 瑞典
- 瑞士
- 土耳其
- 南斯拉夫

## 相類似機種
- PT-17教練機
- 虎蛾式教練機

## 外部連結
- 中央軍校航空班時期所使用的幾種教練機